# Halmazcsalád
A matematikában, azon belül elsősorban a halmazelméletben, a topológiában és a valós analízisben halmazcsaládnak vagy halmazrendszernek nevezzük az olyan halmazt, amelynek elemei egy adott alaphalmaz bizonyos részhalmazai. A halmazcsaládok elemei tehát maguk is halmazok.
Legyen E egy nemüres halmaz; és jelölje 𝒫(E) az E halmaz hatványhalmazát, azaz azt a halmazt, amely E részhalmazaiból áll. Akkor az E alaphalmazon értelmezett halmazcsaládok 𝒫(E) részhalmazai; 𝒫(𝒫(E)) elemei.

## Példák halmazcsaládokra
- Ha a síkot pontok E halmazának fogjuk föl, akkor a különböző síkbeli alakzatok – ponthalmazok – a sík részhalmazai, 𝒫(E) elemei. Így, a síkon, mint alaphalmazon halmazcsaládot alkot az egyenesek halmaza, a körök halmaza, a háromszögek halmaza vagy például az egységnyi területű síkidomok halmaza.
- A valós számok alaphalmazán halmazrendszert alkot a zárt intervallumok halmaza vagy a mértani sorozatok halmaza.
- Legyen E a természetes számok halmaza, és minden n  természetes számra legyen En az n többszöröseinek halmaza. Akkor az En-ek összessége halmazcsaládot alkot.

## Halmazcsaládok összehasonlítása és ekvivalenciája
Legyen 𝒜 és ℬ két E-n értelmezett halmazcsalád. Azt mondjuk, hogy 𝒜 durvább ℬ-nél (vagy, ezzel ekvivalensen, ℬ finomabb 𝒜-nál), ha minden U∈𝒜 halmazhoz található olyan V∈ℬ halmaz, hogy V⊂U.  Ezt a relációt jelben úgy fejezzük ki, hogy 𝒜>ℬ (vagy ezzel ekvivalensen ℬ<𝒜).
Ha például E a sík pontjainak halmaza, 𝒜 a sík egységnyi sugarú körlemezeiből áll, ℬ pedig a sík tetszőleges négyzetlapjaiból, akkor 𝒜>ℬ, hiszen minden egységnyi sugarú kör tartalmaz négyzetet. Ugyanakkor ℬ nem durvább 𝒜-nál, hiszen van olyan négyzetlap, amely nem tartalmaz egységnyi sugarú kört (ilyen például egy egységnyi oldalú négyzetlap).
Előfordulhat az is, hogy egy adott alaphalmazon értelmezett két halmazrendszer közül egyik sem finomabb vagy durvább a másiknál. Például a sík szakaszainak S halmaza és körvonalainak K halmaza közül egyik sem finomabb vagy durvább a másiknál.
Végül előfordulhat az is, hogy az 𝒜<ℬ és ℬ<𝒜 egyszerre fennáll. Ha például 𝒜 a számegyenes zárt intervallumaiból áll, ℬ pedig a nyílt intervallumokból, akkor 𝒜 finomabb is és durvább is ℬ-nél. Ilyenkor azt mondjuk, hogy a két halmazrendszer ekvivalens. Ha 𝒜 és ℬ ekvivalens halmazrendszerek, akkor ezt az összefüggést az 𝒜~ℬ szimbólummal jelöljük.
A halmazcsaládok ekvivalenciája nyilvánvalóan reflexív reláció: minden 𝒜 halmazrendszerre 𝒜<𝒜, és így 𝒜~𝒜. Ha 𝒜~ℬ, akkor 𝒜<ℬ és ℬ<𝒜, tehát ℬ~𝒜, vagyis a halmazcsaládok ekvivalenciája szimmetrikus reláció is. Végül, ha 𝒜~ℬ és ℬ~𝒞, akkor 𝒜<ℬ<𝒞, ezért minden 𝒞-beli halmaznak része egy ℬ-beli halmaz, annak pedig része egy 𝒜-beli, ezért minden 𝒞-beli halmaznak része egy 𝒜-beli halmaz, vagyis 𝒜<𝒞. Hasonló gondolatmenettel 𝒜>𝒞, tehát 𝒜~𝒞: a halmazrendszerek ekvivalenciája tehát tranzitív reláció. Ezzel beláttuk, hogy a halmazrendszerek ekvivalenciája ekvivalenciareláció 𝒫(𝒫(E))-n, amely így ekvivalenciaosztályokra bomlik.

## Felszálló halmazrendszerek
Legyen 𝒜∈𝒫(𝒫(E)) halmazcsalád. Azt mondjuk, hogy 𝒜 felszálló halmazcsalád, felszálló halmazrendszer, vagy röviden felszálló rendszer, ha U∈𝒜 esetén minden olyan V⊆E is 𝒜-hoz tartozik, amelyre U⊆V. A felszálló rendszerek tehát minden elemükkel együtt az azt (részhalmazként) tartalmazó összes halmazt is tartalmazzák. Felszálló halmazrendszert alkotnak például a valós számok részhalmazai közül azok, amelyek tartalmazzák a 0-t. Felszálló halmazrendszert alkotnak a természetes számok végtelen részhalmazai is.